# Уразовка (Нижегородская область)
Ура́зовка — село в Нижегородской области, административный центр Краснооктябрьского района и Уразовского сельсовета.

## География
Село расположено у реки Пары — притока реки Пьяны. Население — преимущественно татары-мишари (99 %), обитающие в области ещё со времён Волжской Булгарии.

## История
Название «Уразовка» представляет собой патроним от имени мурзы Уразая, получившего в начале XVII века земли рядом с нынешним селом. Известно также, что с 1606 года он владел грамотой на право проезда в арзамасские и алатырские места. По-видимому, основание села относится именно к этому времени. В 1647 году в нём была расселена группа служилых татар (а именно: выездных казаков).

## Население
| 1959 | 1970  | 1979  | 1989  | 2002  | 2010  |
| ---- | ----- | ----- | ----- | ----- | ----- |
| 1796 | ↗1900 | ↗2249 | ↗2303 | ↘1916 | ↘1626 |

## Религия
Первые упоминания о существовании в деревне деревянной соборной мечети относятся только к концу XVIII века. В то время здесь проживало 1083 человека (578 мужчин и 505 женщин). Дворов насчитывалось 200. Приход насчитывал более чем 280 душ мужского пола, включая приписанных сюда мусульман из деревни Красный Яр. Муллою мечети в законном порядке был определён Сейфетдин Надеров. Он находился на обеспечении общества с «содержанием» 50 рублей в год. Азанчеем мечети являлся Я. Исламов. Досточтимый имам Надеров возглавлял мечеть до середины 30-х годов XIX века.
В 1854 году имамом мечети был избран Феткулла Фейзуллин, человек «поведения хорошего и жизни трезвой». Помощником ему стал Серажетдин Аюханов (был муллой до 1885 года). Авторитет отца и собственные личные качества позволили Хайретдину Феткуллину в 1891 году занять место имама в новом приходе (азанчеем при нём был Исмаил Алимов). Вторая мечеть была возведена к октябрю 1891 года.
В 70-е годы XIX века муллы старательно поддерживали традиции религиозного обучения. Так, в 1878 году в местном мектебе получало образование 50 детей. В 1911 году община выстроила новое здание, где и разместилась религиозная школа. Тем не иенее в 1920-е годы здесь обосновалась «советская школа I ступени».
Прихожане обеих мечетей, выполняя предписания советских учреждений, в 1923—1924 годы были оформлены как «религиозные общества». «Служителями религиозного обряда» в первую мечеть единогласно утвердили Сатдека Алимова и братьев Серажетдиновых — Халируллу и Абдул-Каюма. Муллы, по тем меркам, считались людьми зажиточными, имели своё хозяйство (лошадь, корову и прочее), а также имущество (дом, сарай). Середняком считался имам второй мечети — Исмаил Алимов, который до 1917 года исполнял обязанности азанчея. Мечети были зарегистрированы. Их стоимость определялась в 2112 рубля первая и в 1790 рублей вторая.
Идеологическое давление со стороны режима в 1930-е годы оказали решающее влияние на положение верующих. В 1933 году мухтасиб Абдул-Каюм Серажетдинов был осуждён к трём годам лишения свободы, а в 1937 году — вновь репрессирован. К 1938 году община лишилась своего права на пользование зданиями храмов. Протесты и жалобы мусульман по поводу закрытия второй мечети «под школу» не смогли повлиять на решение властей.
В послевоенный период верующие продолжали собираться на молитву в приспособленном для этих целей сарае. Обязанности муллы выполнял X. Гафуров (1872 — ?). Молились обычно группой общей численностью около 20 человек.
1 июня 1989 года группа последователей ислама числом в 41 человек обратилась к властям с просьбой о регистрации и строительстве мечети (поскольку зданий бывших мечетей не сохранилось). Решением властей «религиозное общество» было зарегистрировано 20 ноября 1989 года (председатель — Гаяр Хайдарович Фейсханов).
В настоящее время в селе действует одна мечеть, возведённая в 1990 году. На её строительство ушло 13 083 рубля добровольных пожертвований.

## Достопримечательности
16 июля 2016 года в селе Уразовка Нижегородской области открыт памятник выдающимся татарским певцам, уроженцам Нижегородской области Рашиту Вагапову и Хайдару Бигичеву.